# Tiberio Alfarano

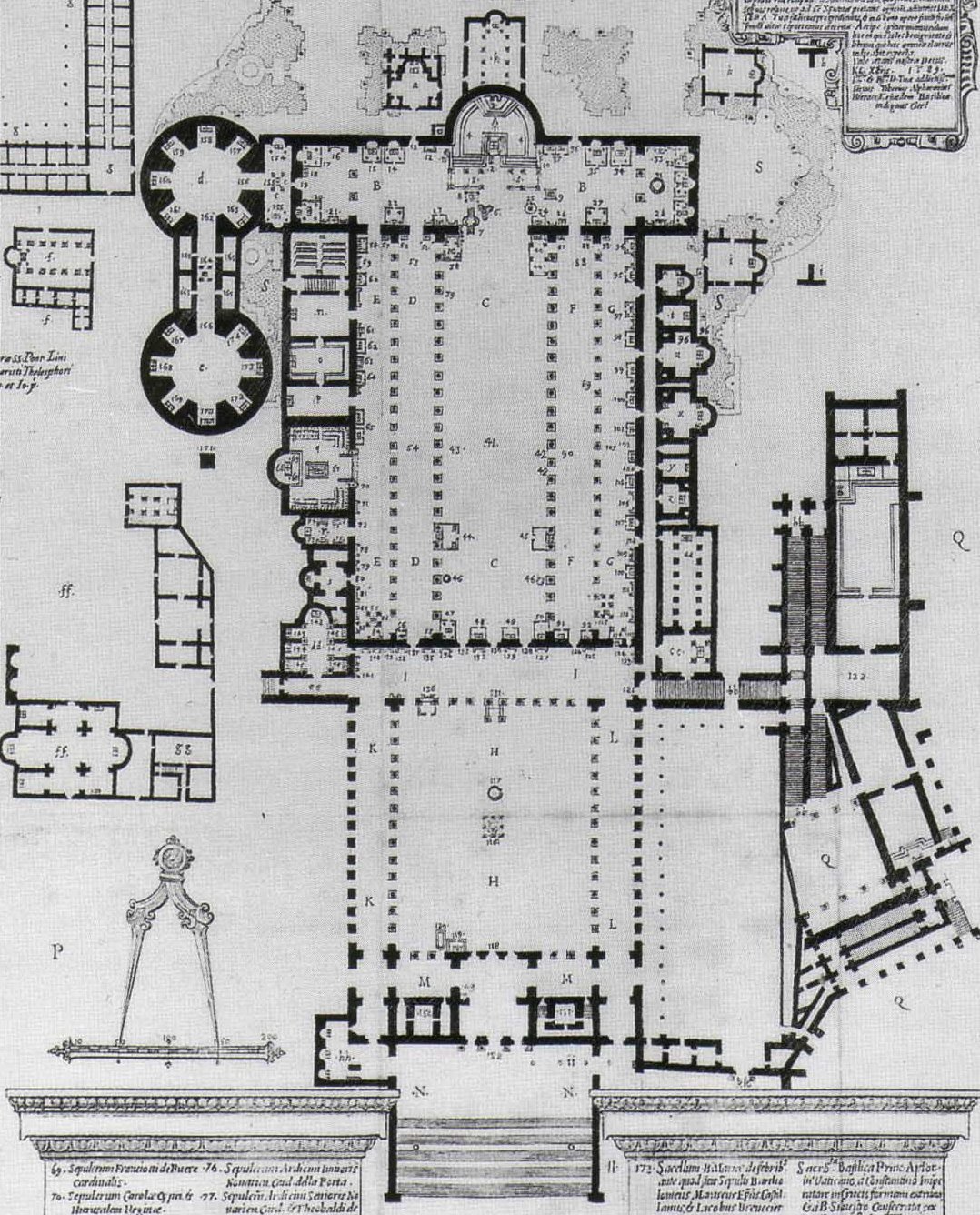
Un particolare della pianta dell'antica Basilica di San Pietro

Tiberio Alfarano (Gerace, 1525 – Roma, 1596) è stato un letterato, storico dell'arte e presbitero italiano, conosciuto per i suoi studi sull'Antica basilica di San Pietro in Vaticano.

## Biografia
Giunto a Roma dalla Calabria intorno al 1544, vi si stabilì per tutta la vita, a parte un breve soggiorno a Perugia. Fu nominato canonico e chierico della Basilica di San Pietro in Vaticano nel 1567.
Viene ricordato per la sua opera De basilicae Vaticanae antiquissima et nova structura del 1582 nella quale volle descrivere minuziosamente l'antica basilica di San Pietro prima che venisse definitivamente demolita per costruire la nuova basilica. Tale opera (pubblicata solo nel 1914), era accompagnata da tre accurati disegni, datati rispettivamente 1571, 1576 (perduto) e 1582, di cui l'ultimo, inciso su rame da Natale Bonifacio e pubblicato a stampa nel 1590, costituisce una accurata riscostruzione planimetrica della basilica e degli edifici annessi. Tale pianta , insieme alla descrizione letteraria, rappresenta, una delle migliori fonti per la conoscenza dell'antico monumento, insieme a quella, di poco successiva, dell'amico Giacomo Grimaldi.
In effetti alla sua epoca la parte absidale della basilica era già stata demolita e rimaneva in piedi una parte della navata, separata dal cantiere dal "muro farnesiano".  Alfarano fu, tra coloro che si opponevano a questa ulteriore demolizione e quindi al compimento del progetto di Michelangelo.
Scrisse anche “Auctore Ecclesiastici cx quibus probatur quod beatus Petrus Apostolus in Vaticano Crucifixus et ibidein sepultus”, in cui intese dimostrare che la sepoltura di san Pietro fosse in Vaticano.